# Мсье Томас
«Мсье То́мас» (англ. Monsieur Thomas) — комедия английского драматурга Джона Флетчера, созданная в 1610—1616 годы и впервые поставленная в лондонском театре «Блэкфрайерс».
Название пьесы, в котором обыденное английское имя «Томас» сочетается с заморским французским титулом «мсье», рассчитано на юмористический эффект — ср. «Mister Пронька».

## Содержание
Действие происходит в Лондоне и его окрестностях. В пьесе перемежаются сцены из двух сюжетных линий, временами взаимодействующих друг с другом.
Первый сюжет — романтический — заимствован драматургом из второй части романа Оноре д'Юрфе «Астрея» (опубликована в 1610 году); из того же романа взяты и сюжеты для двух других произведений Флетчера, написанных примерно в те же годы — трагикомедии «Влюбленный безумец» («The Mad Lover») и трагедии «Валентиниан» («Valentinian»). Здесь изображается любовный треугольник: два благородно-возвышенных персонажа, пожилой Валентин и юный Франсиско, влюблены в одну девушку — Селлиду, воспитанницу Валентина (у д'Юрфе им соответствуют Тамир, Калидон и Селидея). В финале выясняется, что Франсиско — давно потерянный сын Валентина, и старый влюблённый уступает девушку молодому.
Второй сюжет — комический — полностью сочинён Флетчером. Юноша Том недавно вернулся из поездки во Францию, где усвоил иноземные повадки (вроде пользования необычной в то время для англичан зубочисткой), из-за чего его теперь называют «мсье Томас». Невеста Тома желала бы видеть его человеком строгих правил и примерного поведения, в противном случае отказываясь стать его женой; отец же Тома, сам в молодости бывший большим гулякой, наоборот, ждёт, что и сын окажется ему под стать в выпивке, драках, сексуальных похождениях, а в случае излишней добродетельности угрожает лишить наследства. Том на протяжении пьесы то угождает отцу и невесте, то злит их.

## Публикации
Пьеса впервые издавалась ин-кварто в 1639, второй раз — около 1661 года. В первом фолио Бомонта и Флетчера (1647) она отсутствует, но включена во второе фолио (1679).
На русский язык переводилась один раз — Полиной Мелковой; перевод впервые опубликован в составе двухтомного собрания сочинений Бомонта и Флетчера в 1965 году.